# Boophis piperatus
Boophis piperatus is een kikker uit de familie gouden kikkers (Mantellidae). De soort werd voor het eerst wetenschappelijk beschreven door Frank Glaw, Jörn Köhler, Ignacio De la Riva, David Vieites en Miguel Vences in 2010. De soort behoort tot het geslacht Boophis.

## Leefgebied
De kikker is endemisch in Madagaskar. De soort is gevonden in nationaal park Ranomafana op een hoogte van 1138 meter.